# Alexander Spotswood
Alexander Spotswood (12 de diciembre de 1676-7 de junio de 1740) fue un oficial del ejército británico, explorador y teniente gorbenador de la colonia de Virginia; se le considera una de las figuras históricas más importantes de la historia colonial de la América británica.
Tras una brillante pero insatisfactoria carrera militar, en 1710 fue nombrado gobernador colonial de Virginia, cargo que ocupó durante doce años. Durante ese período, Spotswood se dedicó a la exploración de los territorios más allá de la frontera occidental, de los que fue el primero en ver el potencial económico. En 1716 organizó y dirigió una expedición al oeste de las montañas, conocida como la Expedición de los Caballeros de la Herradura Dorada, con la que estableció el dominio de la Corona sobre el territorio comprendido entre la cordillera Azul (Estados Unidos) y el Valle de Shenandoah, dando así un paso decisivo para la futura expansión británica hacia el Oeste.
Como gobernador de Virginia,la primera preocupación de Spotswood era hacer seguras las rutas marítimas y luchar contra los piratas. Después de un largo esfuerzo, el famoso pirata Barbanegra fue perseguido y asesinado en 1718. Además, Spotswood promovió el crecimiento económico de la colonia al fundar los asentamientos metalúrgicos de Germanna; introdujo el instrumento jurídico del habeas corpus; e introdujo reglas para las relaciones comerciales con los nativos americanos para el comercio de exportación de tabaco. 
La permanencia en el cargo se caracterizó por una creciente conflicto con las clases políticas de Virginia, que terminó con su destitución.
Años más tarde, entre 1730 y 1739, Spotswood fue Director General de Correos de la América británica y, con su joven amigo Benjamin Franklin, amplió la red de servicio postal al norte de Williamsburg (Virginia) y mejoró su eficiencia.
Al estallar la guerra del Asiento, Spotswood fue llamado de nuevo al servicio militar. Ascendido a mayor general, fue puesto al mando de las tropas coloniales estacionadas en América con la tarea de preparar una acción militar contra el bastión español de Cartagena de Indias, pero, en Annapolis, dónde iba a consultar con los gobernadores locales, murió repetidamente de una enfermedad

## Orígenes y juventud

Escudo de armas de Alexander Spotswood

Alexander Spotswood nació en Tánger, una ciudad en la costa africana del estrecho de Gibraltar, en 1676. En ese momento la ciudad, bajo ocupación inglesa, estaba dirigida por un gobernador local y albergaba una guarnición (milicia), donde el padre de Spotswood, Robert, ejercía como cirujano, primero como asistente del cirujano George Elliot, sucediéndole cuando murió y casándose con su viuda, Catharine Maxwell, quien le dio un único hijo, Alexander. El medio hermano mayor de Alexander (por el primer matrimonio de su madre con George Elliot) fue Roger Elliot, quien se convirtió en uno de los primeros gobernadores de Gibraltar.
Ambos padres eran de origen escocés, y el padre, aunque económicamente arruinado, podía presumir de un linaje ilustre. Su familia tenía antiguos orígenes baroniales y había gozado de gran prestigio hasta la época de la revolución inglesa. Había habido Spotswood ilustres, como el juez Robert Spottiswoode (abuelo de Alexander) y el arzobispo John Spottiswoode.
En 1684, tras los ataques de las tropas bereberes nativas bajo la guía del gobernador Ali ben Abdallah, la ciudad de Tánger fue evacuada y la familia Spotswood regresó a Inglaterra, donde el padre murió en 1688. En mayo de 1693, a la edad de dieciséis años, Spotswood se alistó en el Ejército inglés, el ejército del Reino de Inglaterra, con el rango de alférez en Regimiento de infantería del Conde de Bath. Sirvió primero en Irlanda y luego en Flandes. Con los años, distinguiéndose por su habilidad, coraje e inteligencia, escaló en la jerarquía militar hasta el rango de teniente coronel.

## Primera experiencia en el ejército
En 1701 estalló la guerra de sucesión española. Las principales potencias europeas lucharon entre sí durante la década siguiente. John Churchill, primer duque de Marlborough, estaba al mando del ejército inglés estacionado en Europa central. Alexander Spotswood formaba parte de él como viceintendente general. Las tropas permanecieron acuarteladas a lo largo del río Rin durante tres años para la protección de los Países Bajos. El ejército de Marlborough descendió a Baviera en 1704, tomando por sorpresa a las fuerzas franco-bávaras. La batalla de Höchstädt (1704) tuvo lugar el 13 de agosto y terminó con una importante victoria británica. Durante la batalla Spotswood fue gravemente herido en el pecho durante un fuerte ataque de artillería. Medicado en el campo de batalla, fue enviado a Londres para convalecer. Sobrevivió y conservó la bala de cañón, que utilizó para mostrar a sus amigos e invitados.
Regresó a Flandes casi dos años después. El 11 de julio de 1708 luchó en la batalla de Oudenaarde, en los Países Bajos, donde su caballo murió y él cayó prisionero de las tropas francesas. Pero el duque de Marlborough, una vez más vencedor de la batalla, obtuvo su liberación negociando personalmente con el enemigo, y Spotswood regresó a sus funciones como intendente general para supervisar el suministro de trigo para las tropas.
Sin embargo, su decepción por el estancamiento de su carrera militar iba en aumento. A pesar de la buena relación y la confianza de sus superiores, se quedó estancado en el rango de teniente coronel. Sus ambiciones, alimentadas por las numerosas pero nunca cumplidas promesas de ascenso, se vieron continuamente frustradas. En septiembre de 1709, tras haber pasado la mitad de su vida en el ejército, se despidió y regresó a Londres.

## Gobernador de Virginia

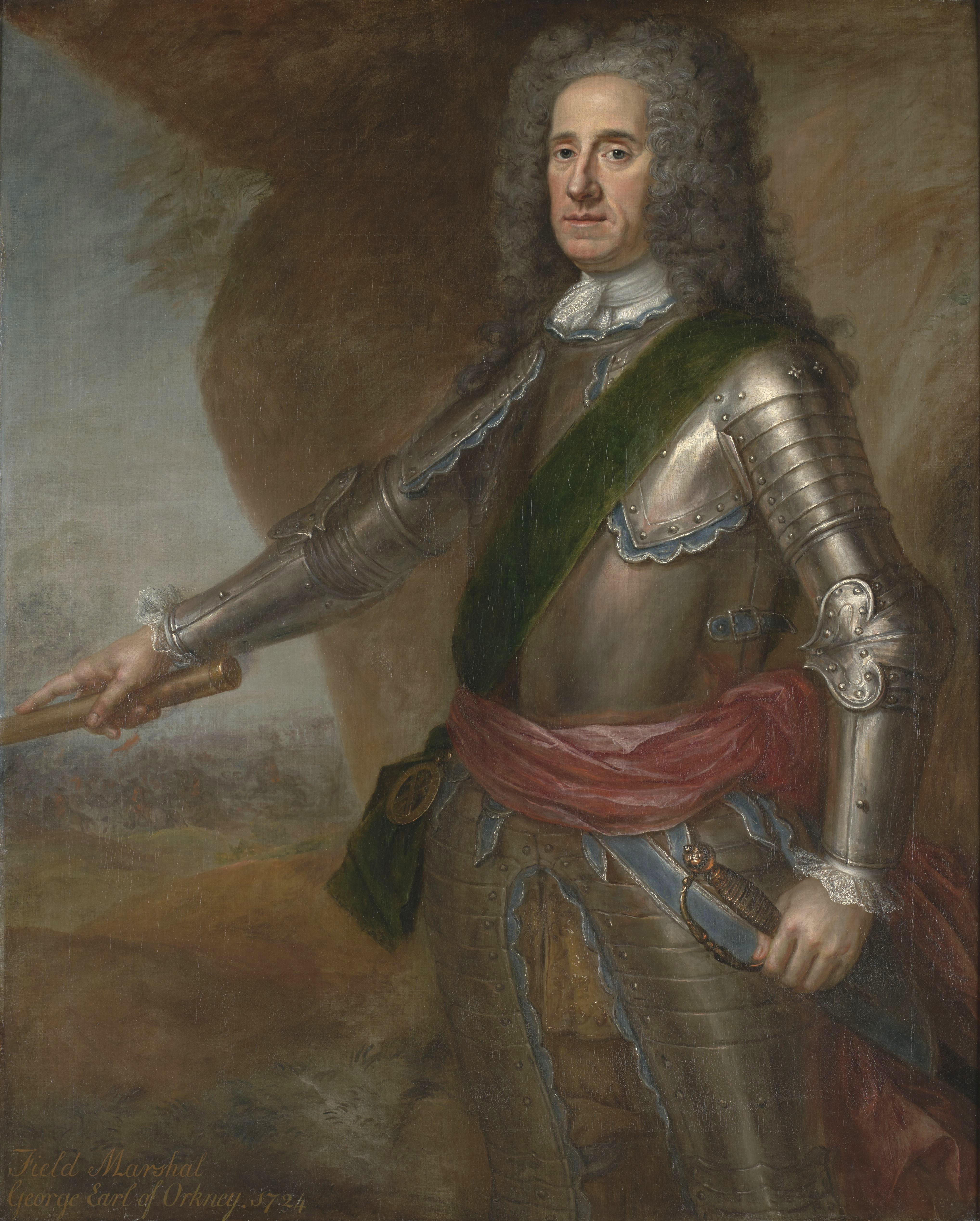
Martin Maingaud, Retrato de George Douglas-Hamilton, primer conde de Orkney, 1724. Londres, Colección de Arte del Gobierno

Durante la guerra, Spotswood había hecho buenas migas no sólo con el duque de Marlborough, sino también con otro de sus comandantes, George Hamilton, primer conde de Orkney . Hamilton había ocupado el puesto de gobernador de la colonia de Virginia desde 1704, pero residía en Londres y estaba representado en suelo americano por un delegado plenipotenciario, con un mandato nominal como vicegobernador. En 1707 el vicegobernador, Robert Hunter, había sido capturado por los franceses en el mar y la colonia estaba así temporalmente administrada por un gobierno. Por sugerencia del propio Hamilton, con quizás un empujón adicional de Marlborough, el 18 de febrero de 1710 la Ana de Gran Bretaña nombró a Spotswood vicegobernador de Virginia. El 3 de abril, Spotswood partió hacia América desde el puerto de Spithead, en el sur de Inglaterra, a bordo del buque de guerra HMS Deptford, en convoy con otros barcos británicos para protegerse de los ataques piratas.
A principios del siglo XVIII, Virginia era la más próspera y poblada de las Trece Colonias. Los habitantes sumaban alrededor de 80.000 personas, incluidos 20.000 esclavos —la mayoría de ellos procedentes de la bahía de Biafra—  empleados en las vastas plantaciones de tabaco, al servicio de una confederación de  La exportación de tabaco seguía siendo una de las actividades más lucrativas, pero en los últimos tiempos, debido a la guerra contra los franceses y al consiguiente cierre de las rutas comerciales del Atlántico, no era tan gratificante como en el pasado, y la sobreproducción había hecho caer los precios. Además, en un período considerado la edad de oro de la piratería, las aguas del sur de la América británica estaban plagadas de piratas y corsarios. Procedentes del mar Caribe, navegaban hacia el norte a lo largo de la costa americana hasta Virginia, realizando dañinas incursiones. Además, las fronteras terrestres de la colonia estaban en esa época amenazadas por el comportamiento agresivo de numerosas 
tribus nativas americanas.

### Llegada a la colonia
Después de diez semanas de buena navegación, el convoy llegó a Virginia el 20 de junio, y desembarcó en la bahía de Hampton Roads (entonces conocida como Kecoughtan, el nombre algonquino  local ). Tres días después, Spotswood estaba en Williamsburg (Virginia), la capital de la colonia, donde juró como gobernador, en el recién construido Capitolio. Los virginianos le dieron una entusiasta bienvenida, tanto porque era el primer gobernador presente en el territorio después de cuatro años vacantes, como porque traía consigo un decreto real que extendía a los ciudadanos coloniales el derecho de habeas corpus, concedido a los súbditos en Inglaterra desde la época de la Carta de Derechos de 1689.
Durante los cuatro años anteriores, la colonia había sido gobernada por los doce miembros del Consejo del Gobernador, que eran nombrados por el Rey. Al igual que los cincuenta representantes de la House of Burgesses (que eran elegidos por sus pares de Virginia), pertenecían a la clase de los grandes terratenientes cuyo verdadero objetivo era establecer una oligarquía de facto. Sus intereses a menudo chocaban con los de la Corona, y en los territorios de ultramar sus intereses generalmente prevalecían. El 5 de julio, Spotswood tuvo su primer encuentro con este problema. Una resolución aprobada por el Consejo del Gobernador antes de su llegada había abolido la aplicación de los pagos anuales por el arrendamiento del tabaco y establecido el principio de que el tabaco se intercambiara en una venta pública. Ahora, considerando los bajos ingresos, la Corona había decidido volver al antiguo método de comercio, pero el Consejo del Gobernador, cuyos miembros controlaban la venta pública de tabaco, se negó a implementar la nueva regla. Spotswood favoreció la opinión del consejo, y este fue el primer conflicto público de intereses entre la Corona, de la que Spotswood sería un firme partidario durante años, y los deseos de las clases dominantes locales.
El 26 de octubre de ese mismo año se inició una larga reunión de la Cámara de los Burgueses y del Consejo del Gobernador –la primera desde 1706– durante la cual Spotswood enumeró algunos puntos del programa que pretendía implementar, a saber: fortalecer la defensa militar de la colonia; reducir el número de esclavos que escapaban de las plantaciones; ampliar el servicio postal; completar la construcción del Palacio del Gobernador (Virginia) en Williamsburg. Además, siguiendo las sugerencias de la Corona, propuso reconstruir el Colegio de William y Mary que había sido destruido por un incendio cinco años antes, y establecer un tribunal de oyer and terminer (una especie de tribunal penal superior) que tendría que reunirse cada seis meses.

### Amemazas en las fronteras
Mientras tanto, otra cuestión urgente reavivó su vocación militar. Se desplegó una milicia  colonial de unos 15.000 hombres para proteger las fronteras terrestres. La mayoría de las tropas provenían de las clases trabajadoras más bajas, estaban mal armadas y operaban bajo las órdenes de comandantes inexpertos. Desde su llegada a Virginia, Spotswood había mostrado preocupación por la vulnerabilidad de la colonia y había comenzado a reorganizar y fortalecer la milicia para que estuviera a la altura de la tarea de defender la colonia. Durante el verano de 1711, supervisó personalmente la instalación de una serie de cañones en los puertos entre Yorktown (Virginia) y Jamestown (Virginia) para prevenir una posible invasión naval francesa.
En septiembre de 1711, los tuscarora, una nación india cuyos territorios se extendían desde Virginia hasta el corazón de Carolina del Norte, se enzarzaron en un prolongado período de conflicto con los colonos por razones comerciales y de protección fronteriza y, durante una serie de ataques a asentamientos y plantaciones en la frontera entre Carolina y Virginia, mataron a cientos de colonos. Ese fue el comienzo de la llamada Guerra Tuscarora. Spotswood, muy consciente de que se trataba de una verdadera guerra, considerando lo mal equipada que estaba la milicia, solicitó armas y municiones a Inglaterra, que sin embargo tardarían unos meses en llegar. Con su objetivo de evitar que otras tribus se unieran a la revuelta tuscarora, se dirigió al sur con los 15.000 milicianos y se detuvo en la orilla del río Nottoway. Las tribus locales demostraron estar bien dispuestas hacia los británicos y les ofrecieron apoyo militar contra los tuscarora. Como garantía, Spotswood exigió que cada tribu entregara como rehenes a dos de los hijos jóvenes de los jefes tribales, para que fueran educados en Williamsburg, en el William and Mary's College. El objetivo era doble: darles una educación cristiana, para que pudieran regresar más tarde como misioneros a sus propias tribus –en el marco de una operación más amplia de civilización de los indios–, y al mismo tiempo garantizar por un cierto período de tiempo la amistad de esas tribus.
A principios de diciembre, llegaron rehenes de varias tribus a Williamsburg. Sin embargo, la Cámara de los Burgueses no estaba contenta con esta resolución, ya que les hubiera gustado una acción militar más directa contra los indios. Spotswood argumentó que una operación de campo no podía sostenerse y que sus iniciativas eran, por el momento, "una forma sobria de hacer la guerra". Sin embargo, se reservó una cantidad de £ 20.000 para hacer la guerra contra los tuscarora, y las discusiones continuaron hasta Navidad, cuando Spotswood disolvió la asamblea. Entre el verano y el otoño del año siguiente, algunos de los jefes rebeldes tuscarora fueron capturados y trasladados a Carolina del Norte para ser juzgados.

### Contrastes con la Cámara de los Burgueses
La guerra de sucesión española terminó en abril de 1713 y la victoria británica condujo a la reapertura de las rutas comerciales del Atlántico y a la anexión de nuevas colonias. La economía de Virginia se revitalizó, y en particular el comercio de exportación de tabaco, que en los últimos años se había visto gravemente afectado por el conflicto. El tabaco en esa época también se utilizaba como medio de pago y se vendía al peso. Para obtener más beneficios, los comerciantes solían añadir variedades de mala calidad a las de alta calidad, lo que hacía que los precios cayeran. Los gobiernos coloniales anteriores habían intentado en varias ocasiones regular el comercio, pero nunca se había logrado nada.
En noviembre de 1713, Spotswood, para controlar el mercado del tabaco y poner límites a las prácticas de los grandes terratenientes, presentó a la Cámara de los Burgueses la Ley de Inspección del Tabaco. La nueva ley, apoyada por el Consejo del Gobernador, exigía que el tabaco fuera inspeccionado antes de su envío a Europa. En las intenciones de Spotswood se produciría así una reducción de las cantidades exportadas, lo que se traduciría en un aumento de la calidad de los productos y un consiguiente aumento de la demanda y del precio. Para suavizar la oposición de la Cámara de los Burgueses, Spotswood nombró como inspectores a algunos de los representantes a favor de su propuesta, que finalmente fue aprobada. La reforma, sin embargo, produjo sólo resultados parciales en comparación con las expectativas: los precios no subieron inmediatamente y el procedimiento de inspección no fue del agrado de los terratenientes.

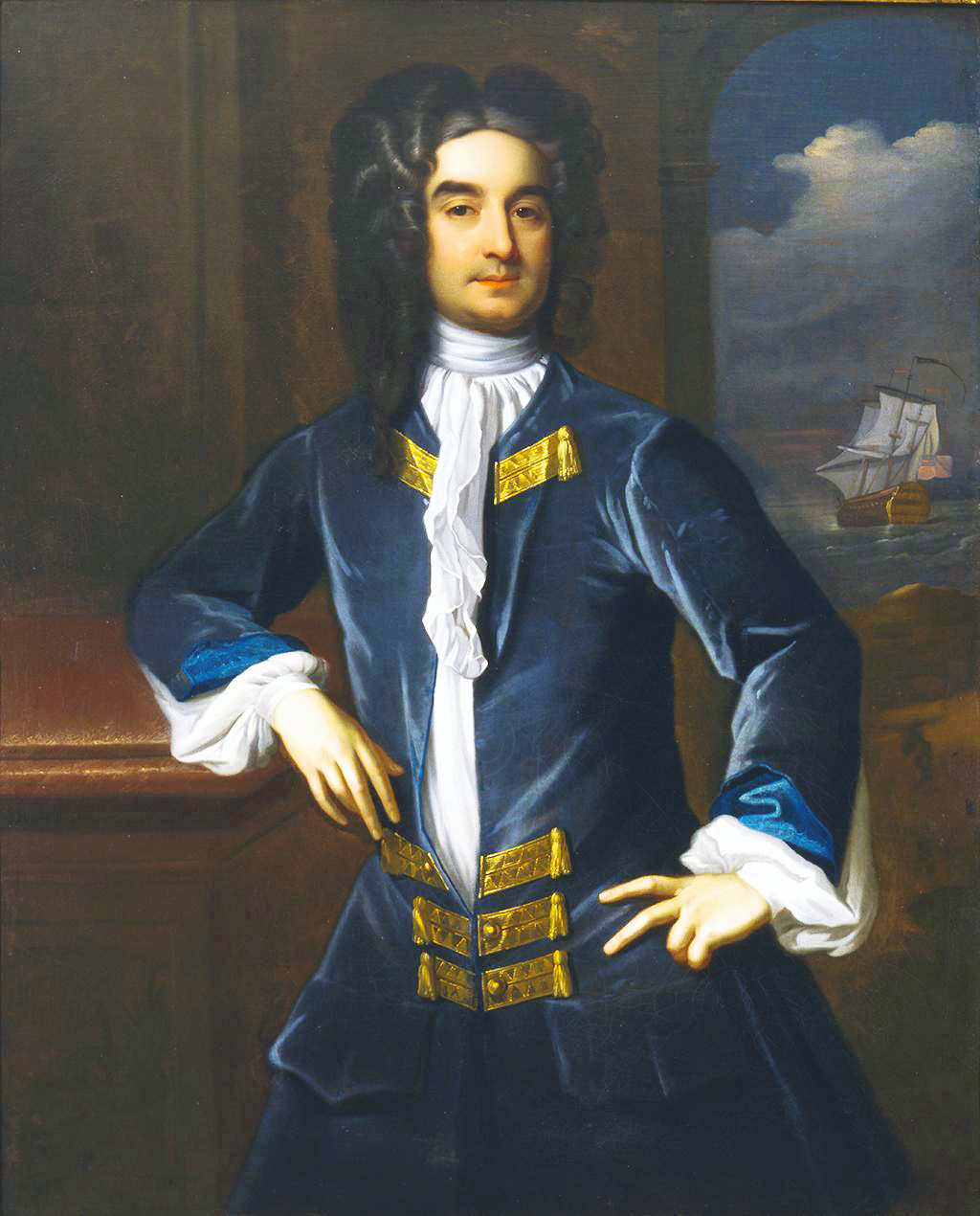
Hans Hysing, Hans Hysing, Retrato de William Byrd II, 1724. Sociedad Histórica de Richmond, Virginia.

Otra iniciativa de Spotswood le hizo perder el favor de la élite virginiana. En diciembre de 1714, hizo aprobar la Ley de Comercio Indio. Todas las actividades comerciales con los indios al sur del río James (Virginia) quedaron bajo el control exclusivo de la Compañía India de Virginia, establecida con una asignación de £10.000. La medida debería haber puesto fin al comercio ilegal que se realizaba a lo largo de la frontera y que, según Spotswood, era una de las razones del malestar de los indios, y al mismo tiempo iba en contra de los intereses de los colonos que comerciaban en privado con las tribus indias. William Byrd II, un miembro influyente del Consejo del Gobernador que quería el puesto de Spotswood para sí mismo, controlaba gran parte del comercio con los indios, en particular los cheroqui, a quienes vendía telas y armas. Poco después de que se aprobara la ley, Byrd partió hacia Inglaterra por asuntos personales, pero seguramente también con la intención de desacreditar a Spotswood en las distintas ramas de la administración real.
Las disputas entre Spotswood y los miembros de la Cámara de los Burgueses fueron en aumento hasta degenerar en 1715. Durante una asamblea celebrada entre agosto y septiembre los representantes, en lugar de centrarse en los problemas de defensa de la colonia como era la recomendación de Spotswood, impugnaron la Ley de Comercio Indio y la Ley de Inspección del Tabaco. El descontento generado por esta última entre los terratenientes y comerciantes había jugado un papel fundamental en las últimas elecciones de la Cámara de los Burgueses. Casi todos los representantes que habían apoyado anteriormente la ley habían perdido su escaño, y una gran parte de los recién elegidos estaban en desacuerdo. Las escasas lluvias del año anterior habían proporcionado a los comerciantes de tabaco razones para justificar la petición de que se les permitiera vender todo el tabaco producido, independientemente de su calidad, ignorando por tanto las disposiciones de la Ley de Inspección del Tabaco.
Después de cinco semanas de discusiones que le hicieron perder el tiempo –y que le irritaban aún más ahora que algunas tribus indias de la frontera se estaban volviendo hostiles, poniendo en riesgo la aplicación de la Ley de Comercio Indio–, Spotswood puso fin a los debates y cerró la asamblea. No fue tanto el cierre de la Asamblea lo que intensificó la hostilidad de los representantes contra el gobernador, sino más bien su definición de la Cámara de los Burgueses como "un conjunto de representantes, a quienes el cielo generalmente no ha dotado con las calificaciones ordinarias requeridas para los legisladores". A principios de 1716, una carta anónima de Virginia a la Junta de Comercio de Londres denunciaba a Spotswood por supuestas violaciones de la ley, incluso más enérgicamente que las cartas anteriores, todavía anónimas, y lo acusaba de codicia y tiranía.

### Primeras exploraciones de la frontera occidental
A pesar de los contrastes con la Cámara de los Burgueses, durante los años intermedios de su mandato, Spotswood se concentró principalmente en la exploración más allá de la frontera occidental, más allá de las colinas de Piedmont. A causa de la guerra de Tuscarora, la situación en la frontera se había vuelto tensa nuevamente, pero después de cien años de períodos de guerra seguidos de períodos de paz, los británicos y los indios habían aprendido que, en ausencia de un ganador, era mejor que intentaran vivir juntos. Para lidiar con la amenaza india, desde su llegada a Virginia Spotswood había enviado guardabosques para patrullar la frontera y exploradores en busca de un paso a través de las Montañas Blue Ridge. En la primavera de 1714, se unió personalmente a una expedición para explorar los tramos superiores del río York y el río Mattaponi. Estas exploraciones se llevaron a cabo con fines estratégicos precisos. Los franceses habían estado tratando durante mucho tiempo de abrir una conexión entre sus colonias en Nueva Francia y los fuertes a lo largo del río Misisipi ; Su posible éxito –que Spotswood creía inminente– pronto aislaría a los británicos del interior de la región, ya que estaban estacionados a lo largo de la costa cerca de la desembocadura del río James.

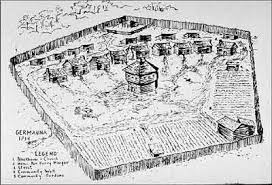
Las casas y el fortín del primer asentamiento de Germanna

En el verano de 1714, tras haber asegurado suficientemente las fronteras, Spotswood entró en acción estableciendo dos asentamientos forestales más allá de la frontera de Tidewater, que durante el siglo pasado había marcado el límite de la expansión británica. El primer asentamiento, Fort Christanna, se encontraba en la orilla sur del río Meherrin, cerca de la frontera con Carolina del Norte. Construido para la sede de la Compañía India de Virginia, la compañía creada en virtud de la Ley de Comercio Indio, el fuerte albergaba una escuela para la educación de los indios en el estilo de vida cristiano. Los objetivos de Spotswood, además de los de utilidad estratégica inmediata que ya perseguían en la época de la guerra de Tuscarora, eran ambiciosos: convertir a los indios, tradicionalmente seminómadas, en una población residente.
El segundo asentamiento establecido por Spotswood fue Germanna, situado al norte de un recodo del río Rapidan. Un grupo de refugiados del Palatinado, llegados a América en 1709 con la aprobación de la Reina Ana tras la destrucción de sus tierras durante la guerra de sucesión española, se habían asentado en la región y habían descubierto yacimientos de plata y hierro. Inicialmente, nueve familias de protestantes alemanes se establecieron en Germanna, trabajando para los hornos de fundición locales.
En octubre de 1714, llegó la noticia de que la reina Ana había muerto a principios de agosto. Durante la asamblea de la Cámara de los Burgueses que siguió al evento, Spotswood proclamó al nuevo rey, Jorge I de Gran Bretaña, y reivindicó los resultados obtenidos durante el verano: la frontera había sido asegurada; la economía estaba mejorando y los costos de defensa se habían reducido gracias a la construcción de Fort Christanna, que facilitó el control de los indios al concentrar sus intereses comerciales en una sola área, y gracias a Germanna, donde la minería ya era una actividad rentable.

### Expedición de los caballeros de la herradura dorada

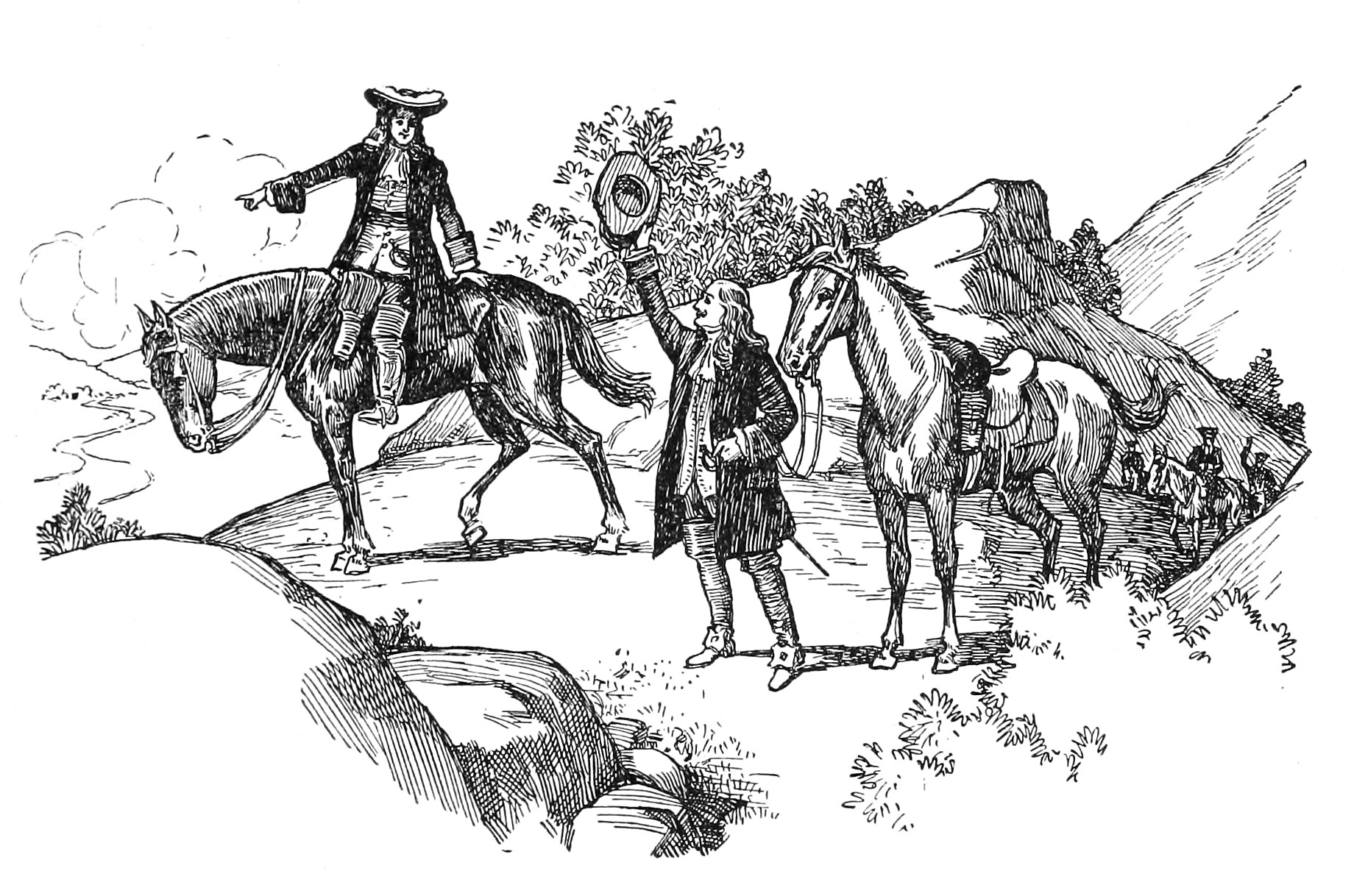
Grabado que representa a Spotswood y sus compañeros cruzando las montañas Blue Ridge

En 1716 se conocieron los resultados de las exploraciones anteriores en los territorios occidentales. El 12 de junio, Spotswood informó al Consejo del Gobernador que algunos guardabosques habían encontrado un paso a través de las montañas y se ofreció a liderar una expedición más allá del Piamonte, en regiones entonces desconocidas. El Consejo aprobó la propuesta, considerando su potencial comercial y estratégico.
Spotswood partió de Williamsburg con unos pocos hombres el 20 de agosto de 1716 y se dirigió a Germanna, donde se había fijado un punto de encuentro. Allí se formó la fuerza expedicionaria y el 29 de agosto un grupo de sesenta y tres hombres partió hacia las montañas. El grupo incluía a miembros influyentes de la comunidad de colonos, sirvientes, guardabosques, guías nativos y un buen número de caballos y perros. El grupo remontó el río Rapidan, cazando animales y brindando por el nuevo rey, a través de una densa zona boscosa atravesada por numerosos arroyos de agua. Durante la marcha, algunos hombres contrajeron sarampión y fueron abandonados en un hospital de campaña rápidamente instalado y atendido por guardabosques. El resto del grupo avanzó bajo las amenazas de osos y serpientes de cascabel, hasta que llegaron a la fuente del río Rapidan en las montañas Blue Ridge, el 5 de septiembre.
Cruzaron las montañas pasando por un desfiladero llamado Swift Run Gap a una altitud de 720 m, bordeado por dos picos montañosos. Spotswood nombró al más alto de los dos George en honor al rey, y sus compañeros llamaron al otro Alexander en su honor. Descendieron de la cresta hacia el valle de Shenandoah : los primeros occidentales que lo vieron y lo pisaron. Atravesando bosques y prados poblados de alces y búfalos, después de unos diez kilómetros llegaron al fondo del valle y al curso del río Shenandoah, que fue rebautizado como Éufrates. Aquí se dispararon tiros de arma de fuego en honor al rey y se celebró un gran brindis. Spotswood grabó el nombre del rey en una roca y en una botella de vino vacía introdujo una tarjeta que contenía la reclamación británica sobre el río y su territorio. La botella fue enterrada en la orilla del río.
El 7 de septiembre, la compañía partió hacia Germanna y en diez días estaba de regreso en Williamsburg. El invierno siguiente, Spotswood le dio a cada miembro de la expedición una herradura de oro en miniatura con la inscripción en latín: Sic juvat transcendere montes ("Esta es la manera de cruzar las montañas").
Desde entonces, la expedición también fue conocida como "Expedición de los Caballeros de la Herradura Dorada" y descrita por el biógrafo de Spotswood, Walter Havighurst, como "el episodio más romántico en la historia de Virginia". Desempeñó un papel histórico protagónico no tanto por los resultados prácticos que alcanzó, sino por el impulso y la inspiración que proporcionó a quienes más tarde quisieron aventurarse en la exploración del interior de las colonias americanas.
La expedición también dejó huellas considerables en la literatura estadounidense. Unos meses después del regreso de la compañía, un profesor de humanidades del William and Mary's College, Arthur Blackamore, escribió un breve poema en latín celebrando la expedición: Expeditio Ultramontana. El texto original en latín, considerado uno de los mejores ejemplos de poesía latina en América del siglo XVIII, se ha perdido, pero la versión en inglés que George Seagood produjo en 1729 sobrevive en su totalidad.
Más de un siglo después, en 1835, William Alexander Caruthers publicó una novela caballeresca, The Knights of the Golden Horseshoe, que contaba una historia algo revisada de la expedición. En el siglo XX, la poeta Gertrude Claytor escribió un poema conmemorativo de la Expedición de la Herradura Dorada. Grabado en una placa de bronce, en 1934 fue publicado cerca de Swift Run Gap.

### Oposición en Londres y en Williamsburg
El éxito de la Expedición Transmontana fue bien recibido en las oficinas administrativas de Londres, pero en menos de un año un duro golpe a la tranquilidad de espíritu de Spotswood llegó desde la capital.
A principios de 1717, un gran grupo de influyentes comerciantes de Londres escribió una carta a la Junta de Comercio en la que declaraban que la legislación promovida por Spotswood perjudicaba los intereses comerciales tanto de la madre patria como de la propia Virginia. Los comerciantes denunciaban que, debido a la corrupción de los inspectores por parte de los terratenientes, la producción de menor calidad no sólo seguía en el mercado –en contradicción con los propósitos de la Ley de Inspección del Tabaco–  sino que, de hecho, había superado a las variedades de mayor calidad. El monopolio de la Compañía India de Virginia sobre el comercio con los indios también privó a los comerciantes de un mercado lucrativo, y esto, unido a las fuertes regulaciones de exportación, hizo que sus actividades fueran poco rentables. Por tanto, los comerciantes pidieron la abolición de aquellas leyes que consideraban un obstáculo para el desarrollo del comercio. El rey vetó así la Ley de Inspección del Tabaco y la Ley de Comercio Indio, y Spotswood se vio obligado a revocar ambas. William Byrd, en una carta desde Inglaterra a Philip Ludwell, miembro del Consejo del Gobernador, escribió que había contribuido a la abrogación de esas leyes y al debilitamiento de la posición e influencia del gobernador.

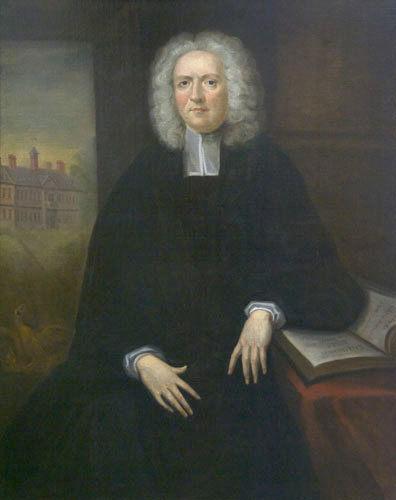
Charles Bridges, retrato de James Blair, alrededor de 1735, Williamsburg, Colegio de William y Mary

La Cámara de los Burgueses se opuso a la financiación pública de Fort Christanna, que tuvo que ser desmantelada como consecuencia, aunque Spotswood temía que esto desestabilizaría la frontera, dejando a las tribus indias locales sin apoyo británico y a merced de las tribus de Carolina. Esto puso fin a la Ley de Comercio Indio, pero no a los principios que buscaba implementar, que siguieron siendo centrales en la política de Spotswood durante los años siguientes. En cuanto a la Ley de Inspección del Tabaco, por otro lado, años más tarde, en 1730, las mismas medidas fueron propuestas nuevamente con éxito y no encontraron una oposición tan fuerte como antes. Con toda probabilidad, la hostilidad de la Cámara de los Burgueses, más que a una intención genuina de favorecer el comercio, se debió a su tendencia a oponerse a las acciones del gobernador, que había estado luchando durante años con los representantes por el control efectivo de la colonia.
Durante este período de tiempo, además de la misión de William Byrd en Londres, otros miembros del Consejo del Gobernador se posicionaron abiertamente contra Spotswood. El más decidido entre ellos fue el reverendo James Blair, delegado del obispo de Londres y presidente del Colegio de William y Mary, uno de los hombres más poderosos de la colonia, que ya había estado detrás de la destitución de los gobernadores anteriores Edmund Andros y Francis Nicholson. La razón de esta oposición se encontraba una vez más en la resistencia, por parte de los virginianos, a las prerrogativas reales afirmadas por Spotswood, quien reclamaba para el gobernador el derecho a nombrar jueces en los juicios criminales (a través de procedimientos llamados oyer y terminer ). Los miembros del consejo, por su parte, afirmaban ser los únicos legitimados para hacerlo.
En todo caso, la opinión popular de Virginia apoyaba al gobernador, que era particularmente popular entre los pequeños terratenientes, la clase de los pequeños agricultores. Y, a pesar de las conspiraciones de Byrd contra él en Londres y de la revocación de sus leyes, Spotswood todavía disfrutaba de la protección de los ministros del rey y de los miembros de la Junta de Comercio.

### De piratas e indios
En una carta enviada en agosto de 1717 al Secretario de Estado Joseph Addison, Spotswood informó que las únicas fuentes de preocupación que quedaban para perjudicar la paz y la tranquilidad de la colonia eran la piratería y la naturaleza agresiva de los indios. Apenas unos meses antes, varias bandas armadas de Seneca se habían trasladado de la provincia de Nueva York a la frontera de Virginia, donde habían participado en redadas y robos.
En marzo de 1717, algunos jefes de la tribu Catawba habían ido a Fort Christanna para discutir un tratado comercial con los británicos y Spotswood, que esperaba desde hacía tiempo la buena disposición de los indios, se había unido a ellos. En los días de la reunión se produjo un episodio que corría el riesgo de comprometer las negociaciones. Una noche, unos indios senecas o mohawks –enemigos de los Catawba– entraron en el fuerte, donde dormía el gobernador, y mataron a algunos miembros de la delegación, que no portaban armas como había impuesto Spotswood. Otros fueron secuestrados. En un primer momento, los Catawba acusaron a los británicos de haberlos traicionado y comenzaron a marcharse, pero Spotswood, que corría el peligro de ver socavados sus planes de asegurar la frontera, envió un contingente para recuperar a los secuestrados, reafirmó su amistad con los indios y les prometió mayor protección. Al final, los Catawba aceptaron comerciar en Fort Christanna y dejar allí a algunos de sus hijos para que estudiaran, y la situación fronteriza pareció mejorar, al menos temporalmente.

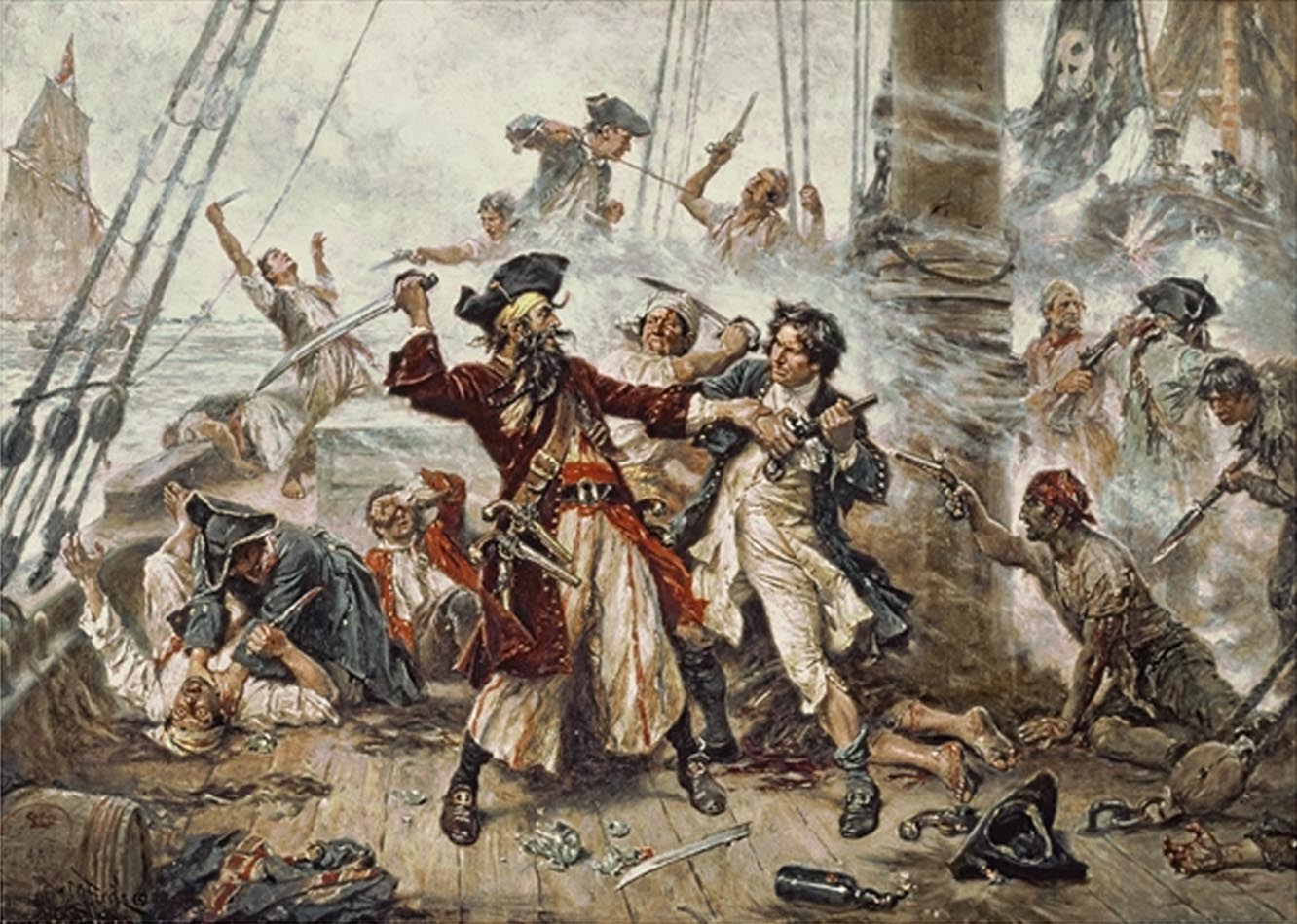
Jean Leon Gerome Ferris, Jean Leon Gerome Ferris, La captura del pirata Barbanegra, 1920

La otra amenaza que se cernía sobre ellos eran los piratas, que atacaban puertos y robaban barcos, obstaculizando enormemente el comercio. El más famoso y temido entre ellos, Edward Teach, que pasó a la historia como Barbanegra, había vuelto recientemente a navegar por los mares, tras haber recibido el acta de gracia y haberse rendido después al gobernador de Carolina del Norte, Charles Eden, que probablemente estaba en connivencia con él. Cuando Barbanegra atacó un convoy de barcos frente al puerto de Charleston en mayo de 1718, saqueando y tomando prisioneros, los habitantes de Carolina buscaron ayuda en la vecina Virginia. Aunque no tenía un mandato específico del rey —que era necesario para el arresto y juicio de los piratas—, Spotswood decidió intervenir, receloso de las posibilidades de Carolina de hacer frente al problema. Rápidamente hizo arrestar al ex intendente de la Venganza de la Reina Ana, William Howard, que aparentemente se había retirado de la piratería y vivía en Virginia, sospechando que todavía estaba en contacto con Barbanegra. Howard, posteriormente indultado, le dijo que Barbanegra estaba con algunos hombres en uno de sus refugios habituales, el Ocracoke Inlet.
Ocracoke se encontraba en Carolina del Norte, fuera de su jurisdicción, pero Spotswood estaba ahora decidido a capturar al pirata lo más rápido posible, vivo o muerto, incluso violando la soberanía de otra colonia. Así que, sin esperar la autorización de la Cámara de los Burgueses, envió dos buques de guerra contra Barbanegra bajo el mando del teniente de la Armada Robert Maynard. El 22 de noviembre de 1718, después de cinco días de búsqueda, los piratas fueron tomados por sorpresa. Maynard, a bordo del HMS Pearl, atacó el barco de Barbanegra, quien murió en una corta y sangrienta pelea. Nueve de sus hombres murieron con él, y Maynard perdió una docena de sus hombres. Dos días después, Maynard regresó a Jamestown con quince prisioneros, que luego fueron ahorcados, y la cabeza cortada de Barbanegra fue clavada en la punta del bauprés.

### Política interior: hacia una tregua
La aparente calma en las fronteras fue el trasfondo de nuevos conflictos dentro de la colonia. Spotswood pronto enfrentó duras críticas de la Cámara de los Burgueses por sus acciones contra los piratas, y cuando surgió una disputa entre Spotswood y Eden, el gobernador de Carolina del Norte, sobre la legalidad de la detención y asesinato de Barbanegra y su tripulación (que estaban bajo la jurisdicción de Carolina del Norte), algunos miembros de la Cámara de los Burgueses publicaron un panfleto polémico en el que informaban de los procedimientos ilegales por parte de Spotswood y, en particular, de la falta de consulta previa con el gobernador Eden. Parece que Spotswood era muy probablemente consciente de las debilidades políticas de Eden y de sus compromisos con los piratas, y que omitió deliberadamente buscar su cooperación.
Al mismo tiempo, las relaciones con el Consejo del Gobernador también llegaron a un punto crítico. En los primeros meses de 1719, sin resolverse la disputa sobre los piratas, surgió una dura disputa sobre los poderes de algunos sectores de la Iglesia. Liderados por James Blair y otros miembros del consejo, un primer grupo se mostró partidario de la ley vigente que preveía que el clero fuera nombrado directamente por una asamblea de feligreses y sin la aprobación del gobernador. Esta ley, que hacía incierta la posición de los clérigos individuales y la hacía depender del talante de las asambleas parroquiales, impulsó a una gran parte del clero de Virginia a apoyar a Spotswood en sus esfuerzos por modificar la ley y dar al gobernador, como representante del Rey, el poder de asignar los puestos clericales. Ambos bandos se dirigieron al obispo de Londres, acusándose mutuamente de interferencia y abuso de poder. El obispo de Londres convocó entonces una asamblea de todos los clérigos de Virginia que se celebraría en Williamsburg en abril, en el William and Mary's College, en presencia de Blair y Spotswood. Como la asamblea no logró llegar a una decisión, la situación permaneció inalterada y, por tanto, Blair fue el ganador de la contienda.
Esta creciente hostilidad del consejo ya se había manifestado durante el año anterior y Spotswood, incapaz de controlarla, había tratado de cambiar su composición. En noviembre de 1718, pidió a la Junta de Comercio que destituyera a algunos consejeros hostiles a él, entre ellos Blair y Byrd, que todavía estaba en Londres, y los sustituyera por hombres en los que confiaba. La Junta de Comercio no cumplió plenamente con las peticiones de Spotswood: sólo dos de los hombres que propuso fueron nombrados y el único consejero destituido, Byrd –que regresó a Virginia a principios de 1720– fue restituido casi inmediatamente.

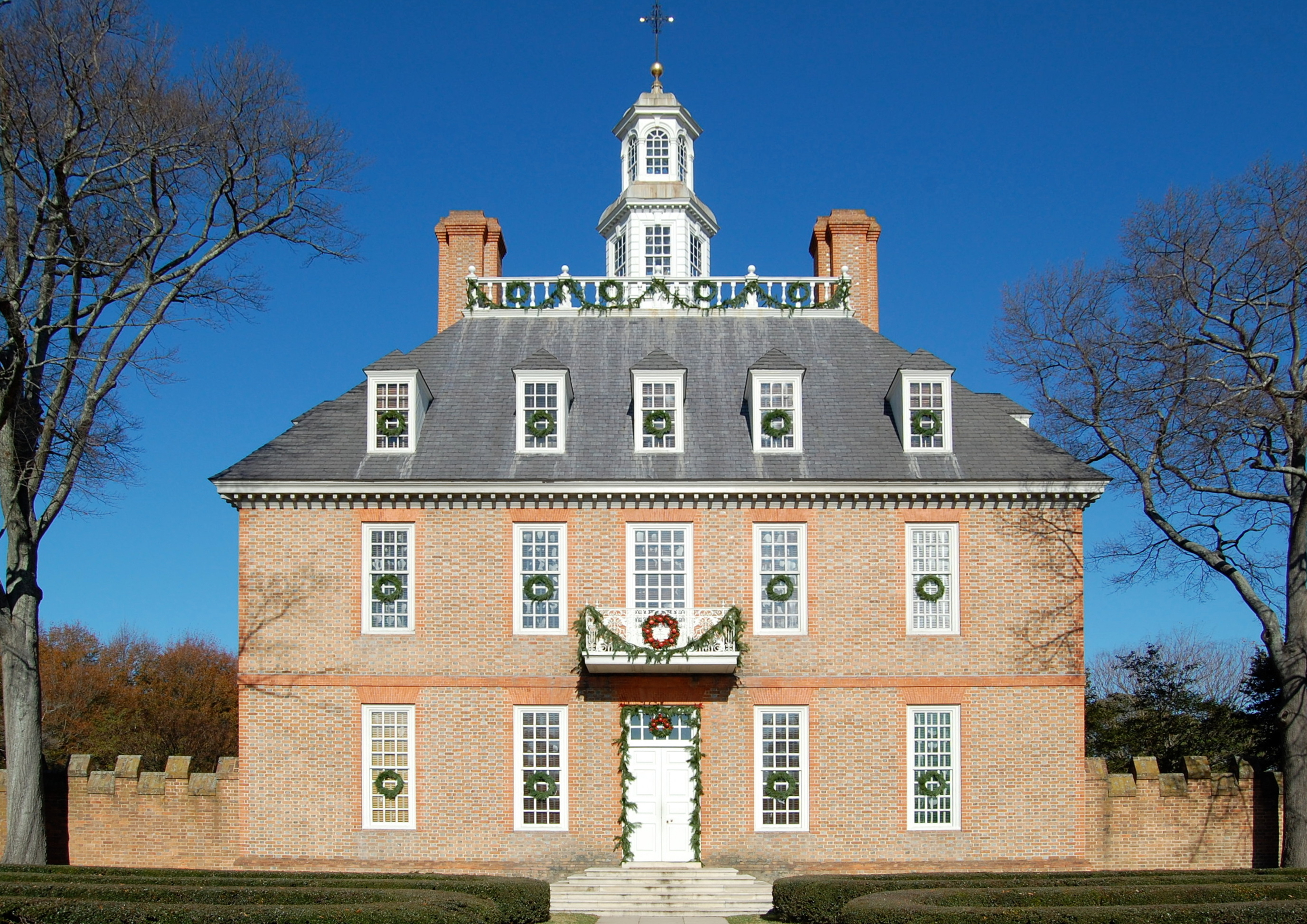
El frente del edificio principal del Palacio del Gobernador, Williamsburg

1720 fue un año de cambios. Incapaz de deshacerse de ellos, el gobernador intentó hacer las paces con los miembros del consejo. Byrd, que ahora residía en Virginia y, por lo tanto, podía ser controlado más fácilmente, se convirtió en el punto de referencia de Spotswood. Los dos se reunieron en el Capitolio y resolvieron cooperar. El 29 de abril de 1720, durante la siguiente asamblea del consejo, el gobernador y los consejeros declararon oficialmente su resolución de trabajar en armonía a partir de entonces. En esta situación más relajada, Spotswood obtuvo concesiones de tierras cerca de Germanna y la frontera occidental, por un total de aproximadamente 86.000 acres, donde comenzó a construir su residencia privada. La finca de Spotswood formó el núcleo del condado de Spotsylvania, que se estableció en 1720 en su honor.
Mientras tanto, se terminaron los edificios del Palacio del Gobernador y de la Iglesia Parroquial de Bruton en Williamsburg, en cuyo diseño había colaborado personalmente Spotswood. El Palacio del Gobernador, en particular, fue objeto de críticas por su pompa y sus excesivos costes, pero su arquitectura fue apreciada, tanto que en su época se convirtió en un modelo para todas las residencias de prestigio.
La tregua oficializada en 1720, aunque sinceramente deseada por las partes implicadas, aparece como un preludio del ataque final contra Spotswood. Durante el verano del año siguiente, Byrd y Blair partieron hacia Inglaterra, para reiterar allí con más fuerza sus esfuerzos contra el gobernador.

### Últimos años de gobierno

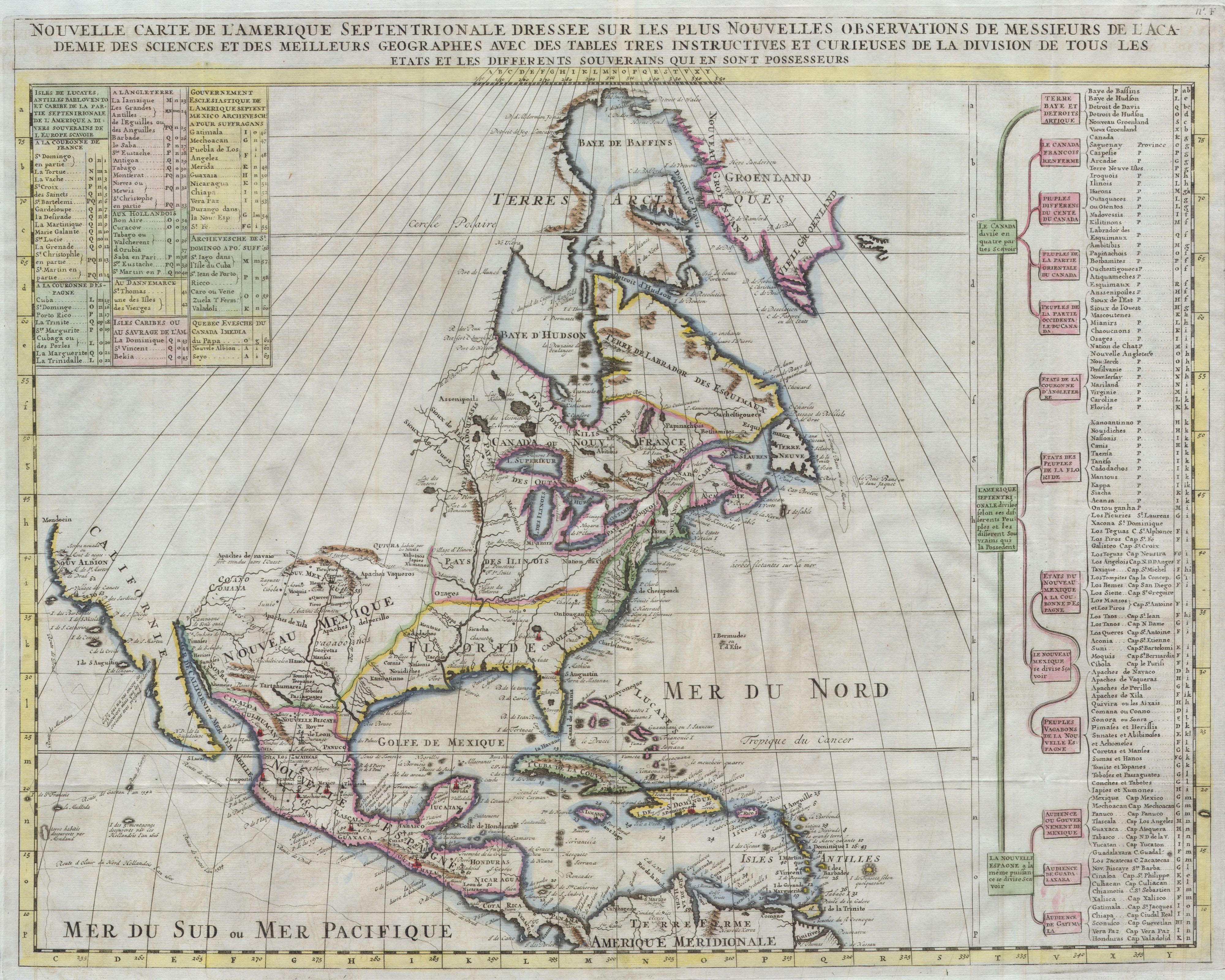
Mapa de las posesiones coloniales británicas, españolas y francesas en América del Norte, en el año 1720

A pesar de la expansión territorial establecida con la Expedición sobre las montañas, Spotswood consideró necesario que Gran Bretaña se expandiera más hacia el noroeste, hasta los Grandes Lagos (América del Norte), para obtener ventaja estratégica en vista de una inminente guerra contra los franceses. Ya había obtenido un mapa preciso de toda la zona occidental del sistema del río Misisipi, hasta entonces prácticamente desconocido para los británicos, para ser utilizado en una expedición al lago Erie, donde Spotswood pretendía establecer un asentamiento. En febrero de 1720, Spotswood propuso ir en misión secreta a Londres para presentar estas ideas al gobierno e ilustrar en detalle cómo era posible y necesario conquistar la Florida española atacando a los españoles en San Agustín (Florida), a fin de evitar que la flota francesa entrara en las aguas de las Trece colonias desde el Golfo de México.
Las misiones secretas nunca se llevaron a cabo, y Spotswood, durante sus dos últimos años como gobernador, se concentró en resolver la cuestión india. Si la piratería estaba en rápido declive después de la muerte de Barbanegra, los problemas causados por las tribus indias hostiles y belicosas eran cada vez más preocupantes. El primer brote fue en la frontera de Maryland, y fue alimentado por las hostilidades entre las tribus vecinas y las de Virginia. En el otoño de 1720, las tribus de Maryland atacaron plantaciones en el Northern Neck, tras lo cual Spotswood, con el apoyo del gobernador de Maryland, convocó una reunión con los embajadores de las cinco tribus de la Confederación Iroquesa que estaban en conflicto con los indios de Virginia. Durante la reunión, que tuvo lugar en Williamsburg en octubre de 1721, tres de los cinco embajadores murieron, posiblemente envenenados. A pesar de este acontecimiento, del que los iroqueses sospechaban a los indios de Virginia, se llegó a un acuerdo por el cual el río Potomac se convirtió en la frontera entre los indios de Virginia y los iroqueses, y ningún indio podía cruzarlo sin la autorización de los británicos.
Alentado por los resultados, Spotswood comenzó a organizar una reunión general con las tribus iroquesas y sus sachems (líderes supremos), con la colaboración de los gobernadores de Maryland, Pensilvania y Nueva York. En junio de 1722, llegó el momento oportuno para que Spotswood zarpara desde Virginia con un delegado del Consejo del Gobernador y uno de la Cámara de los Burgueses, y muchos obsequios para los iroqueses de parte de los indios de Virginia y del gobierno de la colonia. Zarpó hacia Nueva York y desde allí, junto con el gobernador de Pensilvania, William Keith, y algunos portavoces del gobierno de Nueva York, partió por tierra hacia la ciudad de Albany, ubicada a orillas del río Hudson.

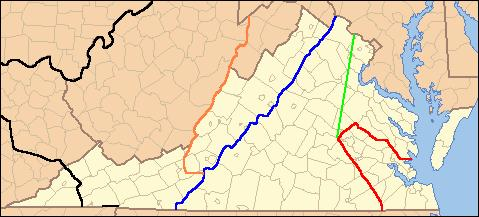
En azul, la frontera de Virginia después del tratado de Albany de 1722

La delegación, que llegó a Albany el 20 de agosto, era la más representativa que los británicos habían establecido jamás en las Trece Colonias, y su compromiso debió de impresionar a los indios. A los pocos días se les unieron los líderes y guerreros de los mohicanos , oneida , cayuga , onondaga y seneca ; prácticamente todas las naciones de la Confederación iroquesa, seguidas más tarde por los powhatans y otras tribus de Virginia. El 29 de agosto comenzó la conferencia, y Spotswood pronunció el discurso inaugural, durante el cual expresó su esperanza de que continuara la colaboración entre los británicos y los indios y reafirmó que las tribus de Virginia no habían tenido nada que ver con la muerte de los tres embajadores iroqueses en Williamsburg unos meses antes. Les regaló a los jefes indios collares de perlas para demostrar la buena voluntad británica. Luego pidió oficialmente la confirmación de su compromiso del año anterior de poner fin a las incursiones en Piedmont y respetar los límites naturales de las montañas Blue Ridge y del río Potomac. Los indios tardaron unos diez días en responder, y luego el acuerdo, que era el principal objetivo de Spotswood, fue ratificado.
El 12 de septiembre finalizó la conferencia. Durante la ceremonia de despedida con los jefes indios, Spotswood hizo un gesto de alto valor simbólico: desprendió del cuello de su chaqueta un broche de oro en forma de herradura en miniatura, como el que había regalado a sus compañeros de la Expedición Transmontana, que solía llevar como amuleto de buena suerte, y se lo entregó a los sachems iroqueses, explicándoles que podían usarlo como pase para ir en misión a Williamsburg. Spotswood también hizo un regalo personal a los indios de telas finas y herramientas de trabajo. Luego partió en barco por el río Hudson, rumbo a mar abierto.

### Destitución del cargo
Cuando llegó a Williamsburg, Spotswood se enteró de que, a pesar del apoyo popular del que disfrutaba, el rey había decidido revocar su cargo de gobernador. El 25 de septiembre, con Spotswood de regreso en Williamsburg, James Blair, que había estado ausente durante los últimos 12 meses, y el nuevo gobernador, Hugh Drysdale, un irlandés, llegaron al Nuevo Mundo en el mismo barco. La nominación de Drysdale, fechada el 3 de abril de 1722, se hizo oficial y Drysdale prestó juramento como gobernador el 27 de septiembre.
Los historiadores no se ponen de acuerdo a la hora de explicar las razones de la destitución de Spotswood. Walter Havighurst identificó como causa principal el carácter de Spotswood: un carácter fuerte, agudo y a veces autoritario, propenso al régimen de obediencia de la tradición militar, al que la aristocracia de Virginia no estaba acostumbrada ni dispuesta a aceptar. De hecho, durante los doce años que estuvo al frente de Virginia, el gobernador acabó en conflicto con cada uno de los poderes fuertes de la colonia, así como con los más influyentes de sus propios hombres, desde los comerciantes hasta los grandes terratenientes. Las causas de su destitución, que nunca se expresan explícitamente en los documentos oficiales de la época, hay que buscarlas, según Havighurst, en la controversia sobre los tribunales oyer y terminer, o en la más reciente controversia sobre el nombramiento de los clérigos. Sin embargo, la política general adoptada por Spotswood estaba inevitablemente destinada a entrar en conflicto con la clase política de Virginia, representante de los intereses de los terratenientes y comerciantes, cuyo dominio e interferencia política Spotswood buscaba frenar, en particular los de James Blair y William Byrd, quienes tenían los medios, en términos de poder e influencia, para derrocar a un gobernador.
Las valoraciones de los contemporáneos de Spotswood también fueron discordantes. Se pueden encontrar duras críticas de algunos aspectos de su obra en los escritos de James Blair y William Byrd, cuyas cartas se han conservado. Sin embargo, se pueden encontrar elogios igualmente elevados en Robert Beverley (véase su History and Present State of Virginia ), que fue uno de los primeros historiadores nacidos en Virginia, así como compañero de Spotswood en la Expedición Transmontana. Otro aliado político de Spotswood, Hugh Jones, profesor en el William and Mary's College, escribió en 1724 ( The Present State of Virginia ), que Virginia se había vuelto más civilizada en los doce años de mandato de Spotswood que en los cien años anteriores.
Entre los historiadores modernos prevalece una opinión generalmente positiva sobre la administración de Spotswood: brillante y significativa en su carácter; una fuerte guía en un período de crecimiento económico y desarrollo cultural. El historiador John Fiske, a fines del siglo XIX, describió a Spotswood como uno de los mejores y más capaces gobernadores del período colonial británico en América y lo elogió en particular por la fundación de la fundición de Germanna y por la audacia de la Expedición Transmontana. La misma opinión fue expresada por el historiador Virginius Dabney, quien describió a Spotswood como el más célebre entre los gobernadores de Virginia durante el período colonial.

## Entre Virginia e Inglaterra
Tras la experiencia de gobierno, Spotswood se trasladó a su residencia particular situada a orillas del río Rappahannock, cerca de Germanna, donde se dedicó a la administración de su gran hacienda y a la gestión de su empresa metalúrgica. Parte de la producción de hierro y fundición se exportaba a Inglaterra y el resto se destinaba al mercado local. Para las demás actividades, la minería y la agricultura, Spotswood se valió en un primer momento de los refugiados palatinos que había introducido en Germanna casi diez años antes, y cuando expiró el contrato que los vinculaba a él, recurrió a esclavos procedentes de África. Las actividades de Spotswood también incluían la cría de ganado, la producción de suministros navales, brea , alquitrán y trementina.
Sin embargo, al haberse asignado grandes cantidades de tierras durante su mandato como gobernador, en algunos círculos se le acusó de acaparamiento de tierras. Así, con la intención de llegar a un acuerdo ventajoso con el gobierno británico en Londres sobre la cantidad de impuestos adeudados y al mismo tiempo consolidar su derecho de propiedad, Spotswood partió hacia Inglaterra en 1724. Su estancia en Inglaterra duró más de lo esperado debido a algunas complicaciones, entre ellas la cuantificación de la extensión de la tierra en su posesión y la cantidad de impuestos a pagar. Duró cinco años en total.
Hasta entonces, a los cuarenta y ocho años, Spotswood había permanecido soltero esperando la oportunidad de casarse con una mujer de alta posición social. Ahora, en esta ocasión y en la capital, poco después de su llegada, Spotswood se casó con Anne Butler Brayne, hija de un esquire (título) de Londres y ahijada de James Butler, segundo duque de Ormond. Tuvieron cuatro hijos, dos varones y dos mujeres.

## Los últimos años
Tras obtener condiciones fiscales favorables, en febrero de 1729 Spotswood cruzó el Atlántico por cuarta y última vez, con su esposa y sus hijos. Durante su ausencia, el volumen de producción de la planta metalúrgica había disminuido y algunos esclavos habían escapado, pero esto no había afectado a las actividades de la finca en su conjunto. Por el contrario, el prolongado estado activo de los hornos convirtió a este en el primer emplazamiento estable de este tipo en toda América del Norte.

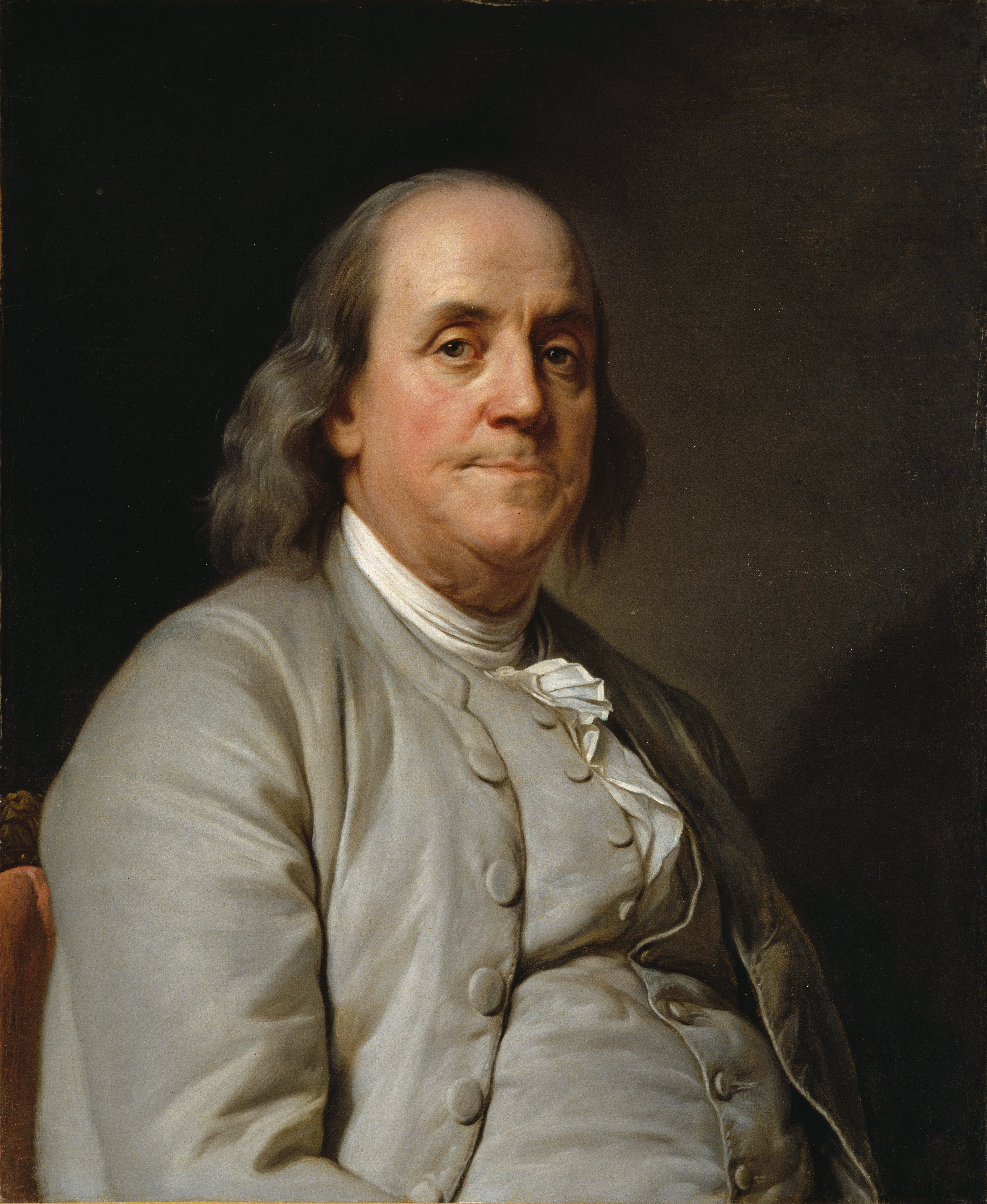
En sus últimos años, Spotswood desarrolló una amistad con un joven Benjamin Franklin (retrato de 1778 de Joseph Duplessis).

Como ciudadano privado, Spotswood financió la construcción de una iglesia en Germanna y comenzó a construir otra residencia privada en su propio bosque a lo largo del río Rappahannock. La construcción terminó en 1732. La estructura, que fue destruida en la década de 1750, tenía un parque y un bulevar de cerezos, y era más grande que el Palacio del Gobernador de Williamsburg. Durante este período, Spotswood hizo las paces con William Byrd. Después de la finalización del edificio, Byrd escribió una descripción detallada de la residencia, a la que llamó un "castillo encantado", y del estilo de vida solitario y mesurado de su propietario.
Durante esta época, Spotswood adquirió otra propiedad cerca de Yorktown (Virginia), llamada Granja del Templo. Unas décadas más tarde, la casa, conocida como Moore House por el apellido del yerno de Spotswood que la heredó, fue el escenario de un episodio crucial de la Revolución estadounidense, cuando en 1781 el general Charles Cornwallis firmó allí la rendición británica final tras la batalla de Yorktown (1781) .
Durante los últimos años de su vida, Spotswood se mantuvo alejado del frenesí de la vida política. En la época de la visita de Byrd, algunos ministros de Londres estaban pensando en ofrecerle (como testifica Byrd)  el puesto de gobernador de la colonia de Jamaica, con la tarea de tomar La Habana española mediante una acción militar. Sin embargo, no se concretó, ya que finalmente se decidió recurrir a formas más pacíficas de tratar con los españoles. Spotswood aceptó en cambio un mandato menos directo, que le permitió volver a los proyectos desarrollados durante sus años como gobernador: en 1730 fue nombrado con un mandato de diez años director general de Correos para las trece colonias y las Indias Occidentales.
En aquella época, el sistema postal cubría únicamente la franja costera que se extendía desde Nueva Inglaterra hasta Pensilvania y Filadelfia. Virginia, aislada de las rutas de mensajería, recibía correo una vez cada dos semanas. En 1732, Spotswood extendió el sistema postal a Williamsburg, donde el correo comenzó a llegar semanalmente. Spotswood también se asoció con el joven editor Benjamin Franklin, con quien desarrolló una amistad personal, nombrándolo, en 1737, director de correos de su ciudad, Filadelfia.

## Guerra del Asiento y muerte
En octubre de 1739, debido a los constantes ataques a la marina mercante inglesa por parte de los buques de guerra españoles, Gran Bretaña declaró la guerra a España. El conflicto pasaría a la historia como la guerra del Asiento.
Spotswood, que no había perdido el interés por los asuntos militares, propuso al mando general de Londres reclutar personalmente un regimiento de voluntarios para ser empleados en Sudamérica. Tras obtener la aprobación, fue nombrado mayor general e intendente de las tropas estacionadas en América, coronando así con un ascenso su carrera militar. Debía ser el líder y organizador de una expedición militar contra el bastión español de Cartagena de Indias, en la actual Colombia.
A principios del mes de mayo siguiente, Spotswood viajó a Annapolis, Maryland, para consultar con los gobernadores locales, esperar allí la llegada de sus tropas y luego zarpar con ellas. Pero en Annapolis enfermó y murió rápidamente, el 7 de junio de 1740, a la edad de sesenta y cuatro años. La expedición a Cartagena se pospuso durante un año, cuando las fuerzas británicas sitiaron la ciudad, pero fueron derrotadas por completo.
El cuerpo de Spotswood probablemente fue enterrado en Annapolis, pero es posible que lo hayan llevado a su propiedad de Temple Farm cerca de Yorktown y lo hayan enterrado cerca del río York. En cualquier caso, el recuerdo de Spotswood, y en particular de su gobierno, perduró en Williamsburg durante mucho tiempo.

### Correspondensia de Spotswood
- The Official Letters of Alexander Spotswood. Collections of the Virginia Historical Society. Richmond: Virginia Historical Society. 1882. OCLC 865705257., collection of Spotswood's letters as governor of Virginia from 20 June 1710 to 28 July 1721.
- Cappon, Lester J.; Spotswood, Alexander; Spotswood, John (1952). «Correspondence of Alexander Spotswood with John Spotswood of Edinburgh». The Virginia Magazine of History and Biography. 2 (Richmond: Virginia Historical Society) 60 (2): 211-240. JSTOR 4245835. OCLC 950897697., correspondence between Alexander Spotswood and his cousin John Spotswood.

- Datos: Q27108
- Multimedia: Alexander Spotswood / Q27108